# Brøndbyernes I.F. Fodbold
Brøndbyernes I.F. Fodbold A/S er en dansk sportsvirksomhed, der driver professionel fodboldklub i samarbejde med Brøndbyernes Idrætsforening. Virksomheden er hjemhørende i Brøndby.  Brøndbyernes I.F. Fodbold ejer Brøndby's professionelle herrehold i fodbold og Brøndby's professionelle kvindehold i fodbold.
Virksomheden blev etableret i 1978 med henblik på at drive professionel herrefodbold i Brøndby. I 2024 blev Brøndby's bedste kvindehold overtaget fra Brøndbyernes Idrætsforening.
Brøndbyernes I.F. Fodbold var i en periode ejere af Brøndby Stadion, som de overtog fra Brøndby Kommune. Brøndby Stadion er i dag ejet af DGI.
Brøndbyernes I.F. Fodbold er ejet af amerikanske Global Football Holdings (50 %), Jan Bech Andersen (10 %), Torben Røsler (5 %) og aktionærerne på Københavns Fondsbørs (35 %).
I Regnskabsåret 2023/24 havde Brøndbyernes I.F. Fodbold en nettoomsætning på 342 mio. kr. I det samme regnskabsår havde de ca. 200 ansatte.